# NGC 5124
NGC 5124 (również IC 4233 lub PGC 46902) – galaktyka eliptyczna (E6), znajdująca się w gwiazdozbiorze Centaura. Odkrył ją John Herschel 5 maja 1834 roku. Jest to galaktyka z aktywnym jądrem typu LINER.